# THE JET BOY BANGERZ from EXILE TRIBE
THE JET BOY BANGERZ from EXILE TRIBE（ザ ジェット ボーイ バンガーズ フロム エグザイル トライブ）は、日本の10人組ダンス&ボーカルグループ。所属事務所はLDH JAPAN。レーベルはソニー・ミュージックアソシエイテッドレコーズ。

## 略歴
LDH主催オーディション「iCON Z」の男性部門ファイナリストなどを対象とした「iCON Z 第二章」に参加した10名で結成。
2023年8月23日、シングル「Jettin'」でデビュー。

## メンバー
- YUHI（ユウヒ、2001年3月16日 - ）
  - 大阪府出身。身長180cm。血液型A型。本名、宇原雄飛（うはら ゆうひ）[2]。
  - VBA5を機にEXPG大阪校に通う[2]。
  - DEEP SQUADとしても活動。
- AERON（エイロン、1999年7月14日 - ）
  - フィリピン出生、千葉県出身[3]。身長174cm[4]。本名、マーク・エイロン[3]。
  - EXPG東京校出身[5]。
  - 父親は韓国人、母親はフィリピン人[3]。
- KOTA（コウタ、2001年5月31日 - ）
  - 千葉県出身。身長175cm[6]。本名、石川晃多（いしかわ こうた）[1]。
  - EXPG東京校出身[5]。
- SHOW（ショウ、1996年7月25日 - ）リーダー[7]
  - 高知県出生、大阪府出身[7]。身長170cm[8]。本名、田中彰（たなか しょう）[1]。
  - 10歳から「地獄」というダンサーネームを使用。大学時代の4年間、USJでダンサーをしていた。大学卒業後、就職先で東京配属となり上京。週末にダンスを続けていた中でTAKUMIと知り合う。TAKUMIに誘われ「地獄」としてD.LEAGUEのCyberAgent Legitに在籍[7]。
- TAKUMI（タクミ、2000年5月19日 - ）
  - 福島県出身。身長175cm。血液型B型。本名、桑原巧光（くわはら たくみ）[9]。
  - 福島県立福島高等学校[10]、早稲田大学法学部卒業[9]。
  - 11歳でダンスを始める[9]。D.LEAGUEのCyberAgent Legitに在籍。D.LEAGUEの年間最優秀選手賞にあたる「MVD OF THE YEAR」を3年連続で受賞[11]。
- HINATA（ヒナタ、2005年3月10日 - ）
  - 大阪府出身。身長175cm[12]。本名、佐藤陽（さとう ひなた）[1]。
  - 小学2年から小学5年までEXPG台北校に通い[13]、その後は大阪校に通う[5]。D.LEAGUEのSEGA SAMMY LUXに在籍。
- TAKI（タキ、2004年1月20日 - ）
  - 京都府出身。身長178cm。血液型O型。本名、古嶋滝（こじま たき）[14]。
  - 5歳でダンスを始め、GJCを機にEXPG大阪校に通い、中学1年からEXPG京都校に通う[14]。J.S.B. undergroundのBOBBYに誘われD.LEAGUEのSEGA SAMMY LUXに在籍[14]。
- NOSUKE（ノスケ、2000年2月14日 - ）
  - 茨城県出身。身長177cm[15]。本名、伊東弘之助（いとう こうのすけ）[1]。
  - D.LEAGUEのSEGA SAMMY LUXに在籍。
- SHIGETORA（シゲトラ、2005年6月22日 - ）
  - 茨城県出身。身長177cm[16]。本名、佐藤蒼虎（さとう しげとら）[1]。
  - EXPG東京校出身[5]。
  - D.LEAGUEのCHANGE RAPTURESに在籍。
- AOI（アオイ、2005年9月2日 - ）
  - 千葉県出身。身長176cm[17]。本名、中村碧（なかむら あおい）[1]。
  - EXPG京都校出身[5]。
  - D.LEAGUEのCHANGE RAPTURESに在籍。

## 作品
順位はオリコン週間ランキングの最高位

### シングル
|   | 発売日        | タイトル | 順位 |
| - | ------------- | -------- | ---- |
| 1 | 2023年8月23日 | Jettin'  | 3位  |

### 配信シングル
| 配信日         | タイトル    |
| -------------- | ----------- |
| 2022年12月28日 | RAGING BULL |

### EP
|   | 発売日         | タイトル                   | 順位 |
| - | -------------- | -------------------------- | ---- |
| 1 | 2024年1月31日  | PHOTOGENIC                 | 1位  |
| 2 | 2024年7月24日  | What Time Is It?           | 3位  |
| 3 | 2024年11月20日 | UNBREAKABLE                | 2位  |
| 4 | 2025年5月28日  | まさか泣くとは思わなかった | 2位  |

### アルバム
|   | 発売日        | タイトル | 順位 |
| - | ------------- | -------- | ---- |
| 1 | 2025年2月19日 | JET BOY  | 3位  |

### 参加作品
| 発売日       | 曲名            | 収録作品                                      |
| ------------ | --------------- | --------------------------------------------- |
| 2024年8月7日 | Goodest Baddest | V.A.『BATTLE OF TOKYO Jr.EXILE vs NEO EXILE』 |
| 2024年8月7日 | 24WORLD         | V.A.『BATTLE OF TOKYO Jr.EXILE vs NEO EXILE』 |

### タイアップ
| 曲名                       | タイアップ                                                           | 収録作品                         |
| -------------------------- | -------------------------------------------------------------------- | -------------------------------- |
| Jettin'                    | フジテレビ系『Love music』2023年8月度エンディングテーマ              | シングル『Jettin'』              |
| Jettin'                    | Alpen FUKUOKAオープンセールCM楽曲                                    | シングル『Jettin'』              |
| UNBREAKABLE                | 読売テレビ・日本テレビ系テレビアニメ『青のミブロ』エンディングテーマ | EP『UNBREAKABLE』                |
| LOVE / HATE                | テレビ東京系ドラマNEXT『五十嵐夫妻は偽装他人』オープニングテーマ     | アルバム『JET BOY』              |
| まさか泣くとは思わなかった | テレビ東京系ドラマ9『失踪人捜索班 消えた真実』主題歌                 | EP『まさか泣くとは思わなかった』 |

## ライブ・イベント

### 合同
- LDH LIVE-EXPO 2023（2023年12月30日 - 12月31日）[24]
- BATTLE OF TOKYO 〜Jr.EXILE vs NEO EXILE〜（2024年8月10日 - 8月12日）[25]
- NEO EXILE SPECIAL LIVE 2024（2024年9月23日）[26]
- LDH LIVE-EXPO 2024 -EXILE TRIBE BEST HITS-（2024年10月26日 - 10月27日）[27]

### ファンクラブイベント
- THE JET BOY BANGERZ OFFICIAL FAN CLUB EVENT "JET HOUSE"（2024年8月17日）[28]
- THE JET BOY BANGERZ LIVE & FAN MEETING TOUR 2025 〜JET PARTY〜（2025年7月14日 - 12月9日）

### 参加
- EXILE LIVE 2023 in TAIPEI（2023年12月9日）[29]
- EXILE THE SECOND LIVE TOUR 2024 "THE FAR EAST COWBOYZ"（2024年3月7日 - 12月14日）[30]

## 出演

### テレビ番組
- ヴィクトリーグ!（2023年10月 - 、テレビ東京）[31]

### ミュージックビデオ
- LIL LEAGUE from EXILE TRIBE「Higher」（2023年）[32]
- HONEST BOYZ「ズクダンズンブングン feat. はんにゃ.金田」（2024年）[33]

### 連載
- VOCEウェブサイト「次世代スター"美容男子"への道」（2023年10月 - 2024年3月）[34]

## 書籍
- THE JET BOY BANGERZ OFFICIAL ARTIST BOOK UNLOCK（2025年9月1日、宝島社）[35]

## 受賞
- THE DANCE DAY 第4回大会優勝（2025年）[36]

## 備考
TEAM JETZ (チーム ジェッツ)
THE JET BOY BANGERZのファンネーム。2023年5月31日に発表された。